# Domício da Gama
Domício da Gama, pseudônimo de Domício Afonso Forneiro, (Maricá, 23 de outubro de 1862 — Rio de Janeiro, 8 de novembro de 1925) foi um jornalista, diplomata e escritor brasileiro.

## Biografia
Fez estudos preparatórios no Rio de Janeiro e ingressou na Escola Politécnica, mas não chegou a terminar o curso. Seguiu para o estrangeiro em missões diplomáticas. Sua primeira comissão foi a de secretário do Serviço de Imigração, e o contato, nessa época, com o barão do Rio Branco, valeu-lhe ser nomeado secretário da missão Rio Branco para a questão de limites Brasil-Argentina (1893-1895) e de limites com a Guiana Francesa (1895-1900) e com a Guiana Inglesa (1900-1901).
Foi secretário de Legação na Santa Sé, em 1900 e ministro em Lima, em 1906, onde desenvolveu grande e notável atividade, preparatória da política de Rio Branco, coroada pelo Tratado de Petrópolis. Embaixador em missão especial, em 1910, representou o Brasil no centenário da independência da Argentina e nas festas centenárias do Chile. 
Embaixador do Brasil em Washington, de 1911 a 1918, foi o digno sucessor de Joaquim Nabuco, por escolha do próprio barão do Rio Branco. Ao celebrar-se a paz europeia de Versalhes, Domício, como ministro das Relações Exteriores de Delfim Moreira, pretendeu representar o Brasil naquela conferência, propósito que suscitou divergências na imprensa brasileira. Convidado para a mesma embaixada, Rui Barbosa recusou, e o chefe da representação brasileira foi, afinal, Epitácio Pessoa, eleito pouco depois, em seguida à morte de Rodrigues Alves, presidente da República. Domício foi substituído na chancelaria por Azevedo Marques, seguindo como embaixador em Londres, de 1920 a 1925. Foi posto em disponibilidade durante a presidência de Bernardes.
Domício da Gama era colaborador da Gazeta de Notícias ao tempo de Ferreira de Araújo e, ainda no início da carreira, escreveu contos, crônicas e críticas literárias.

## Obras
- Contos a meia-tinta (1891);
- Históricas curtas (1901);
- trabalhos diplomáticos.

## Academia Brasileira de Letras
É um dos dez acadêmicos eleitos na sessão de 28 de janeiro de 1897, para completar o quadro de fundadores da Academia Brasileira de Letras. Escolheu Raul Pompeia como patrono, ocupando a cadeira 33. Foi recebido na sessão de 1 de julho de 1900, por Lúcio de Mendonça.